# Навалочная
Нава́лочная — остановочный пункт на московском направлении Санкт-Петербургского отделения Октябрьской железной дороги на территории станции Санкт-Петербург-Товарный-Московский. Располагается в промышленной зоне у Нефтяной дороги вблизи границы Невского и Фрунзенского районов. Первая после Московского вокзала остановка пригородных поездов по ходу Московского и Волховстроевского направлений. На платформе останавливаются большинство проходящих через неё электропоездов.

## История

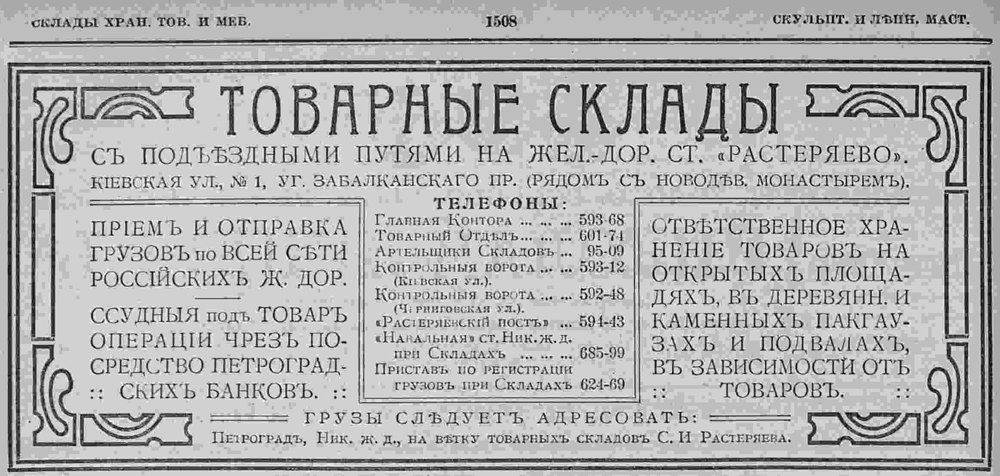
Станция «Навальная» в рекламе услуг, предоставляемых складами Растеряева. Справочник «Весь Петроград», 1917 год

Исторически данное место связано с обслуживанием пассажирского и грузового железнодорожного сообщения на подходе к Московскому вокзалу. В связи с этим здесь находится большое количество железнодорожных путей различного назначения. Ранее пути относились к различным историческим станциям, сейчас обслуживание пассажиров ведётся в режиме остановочной платформы.
В нескольких десятках метров южнее платформы Нефтяная дорога пересекает железнодорожные пути по Навалочному путепроводу («Горбатому мосту»), далее находится ответвление на запад к грузовой станции Волковская. Это — место появления в 1853 году первого в России грузового железнодорожного узла, изначально известного как Соединительная ветвь. Её появление было вызвано развитием нарождающихся грузовых ж/д перевозок Российской Империи и необходимостью соединить Московскую (Николаевскую) дорогу с другими направлениями, идущими от вокзалов Петербурга. Впоследствии Соединительная линия эволюционировала в Путиловскую линию, которая в начале XX века стала внутригородским полукольцом — основой современного Санкт-Петербургского железнодорожного узла, первого в России по времени появления и второго по современным размерам после Московского.
В дореволюционных справочниках указывается под названием Навальная как станция Николаевской железной дороги, склады которой находились под одним управлением со складами Растеряева (позже Бадаевскими), расположенными далее по Соединительной ветви при станции Растеряево (Киевская улица, дом 1).
Другие части прилегающей к Навалочной железнодорожной инфраструктуры ранее были известны как станции Санкт-Петербург II, Петроград II и Ленинград II (до 1926 г.), Ново-Навалочная, Ленинград-Навалочная, Ленинград-Товарный-Московский.

## Санкт-Петербург-Товарный-Московский

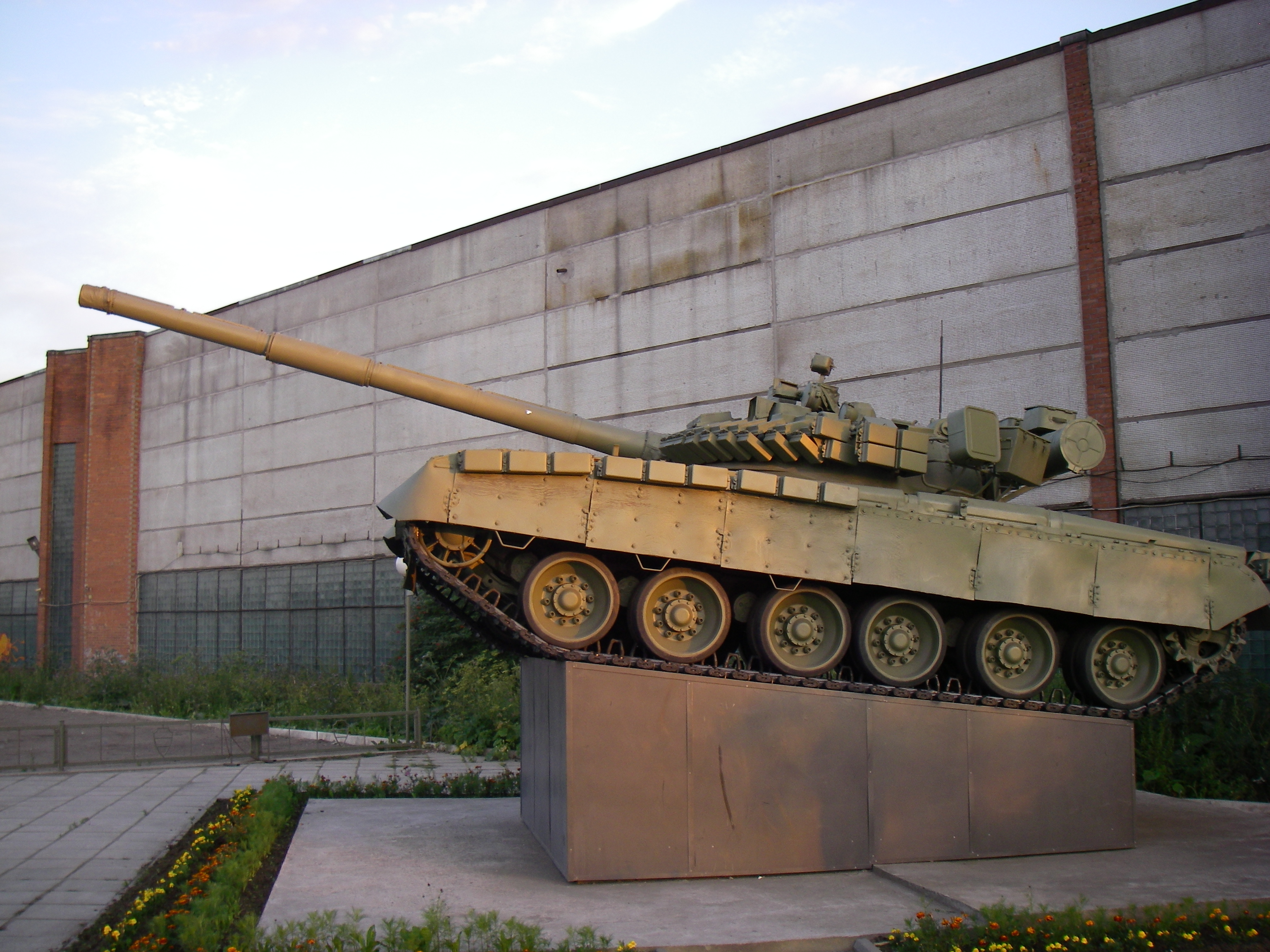
Танк-памятник на Нефтяной дороге

Основная часть современных многочисленных железнодорожный путей у платформы Навалочная и южнее её относится к территории грузовой станции Санкт-Петербург-Товарный-Московский (основана в 1847 г., код ЕСР 031808), с которой пересекается вагонный участок Санкт-Петербург-Московский. С запада к платформе Навалочная примыкает Нефтяная дорога, в этом же месте расположена проходная головного завода НПО специальных материалов. У проходной стоит хорошо заметный пассажирам проезжающих поездов памятник-танк «Т-80БВ». Рядом находится комплекс служебных железнодорожных зданий.
К северо-западу от платформы расположено пассажирское вагонное депо № 8 ОЖД (ЛВЧД-8). К востоку от платформы находится парк отстоя пассажирских вагонов станции Санкт-Петербург-Главный — сама станция примыкает к данной территории с севера, отделённая Американскими мостами через Обводный канал. Существуют планы по объединению двух станций. Восточнее парка пассажирских вагонов находится грузовой двор товарной станции.
К юго-востоку от платформы находится Навалочный путепровод, за которым следует протяжённая железнодорожная развязка главного хода ОЖД и исторических Путиловской/Соединительной линий с выходами к станциям Волковская и Глухоозерская. Среди путей развязки находятся вагонно-моечный цех ВЧ-8 и ремонтно-экипировочное депо (РЭД) ДЧ-8, а также укороченная пассажирская платформа Пост 5 км. В районе улицы Ольги Берггольц пути станции Санкт-Петербург-Товарный переходят в пути станции Санкт-Петербург-Сортировочный-Московский.

## Примечания

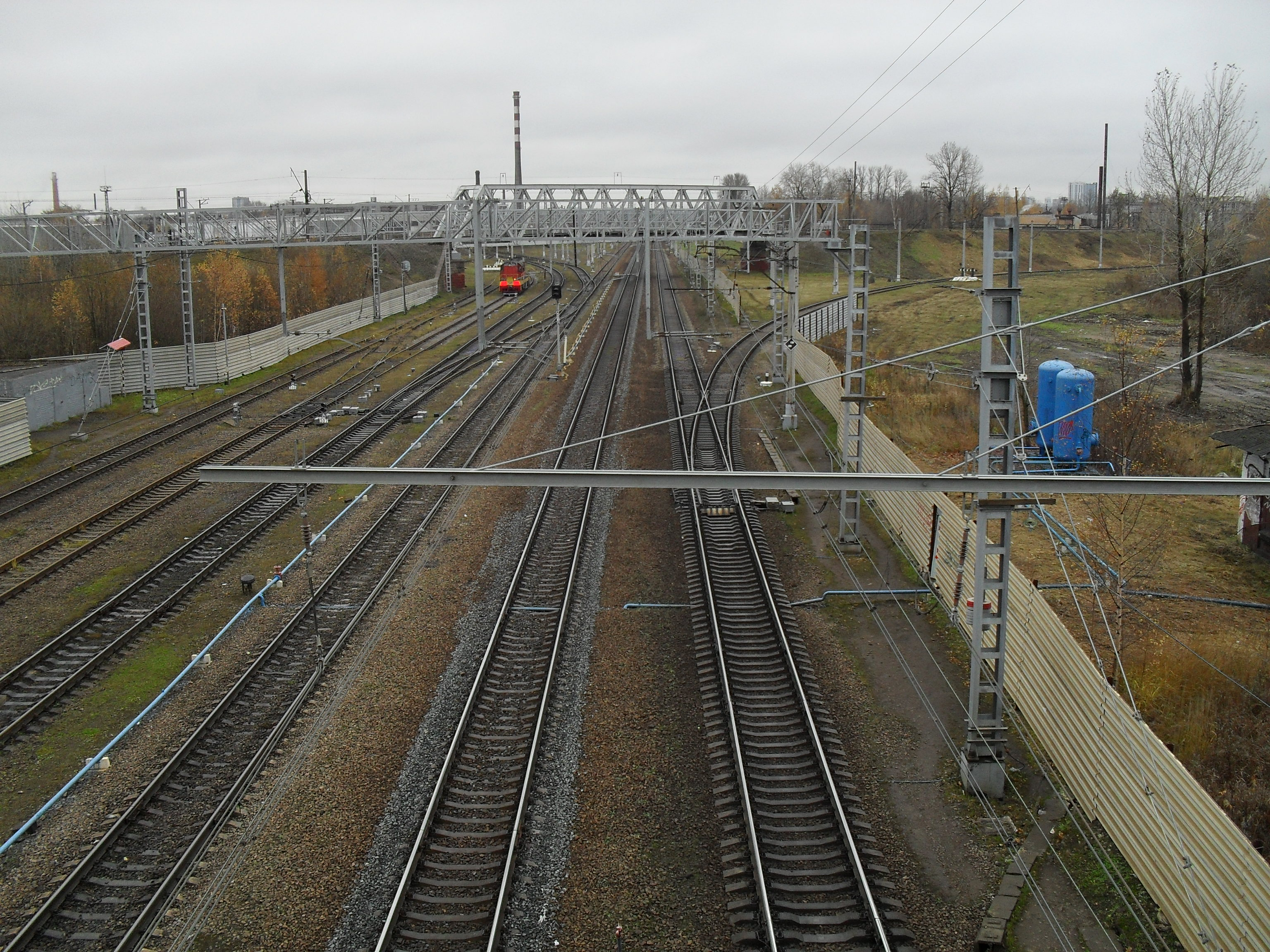
Пути станции Санкт-Петербург-Товарный-Московский в направлении Москвы. Направо уходит историческая Соединительная ветвь — основа первого в России грузового железнодорожного узла

### Расписание электропоездов
- Расписание электропоездов на Яндекс.Расписаниях
- Расписание электропоездов на tutu.ru